# Sint-Ursula en Gezellinnenkerk (Warmenhuizen)
De Sint-Ursula en Gezellinnenkerk is een rooms-katholieke kerk aan de Dorpsstraat 179 in Warmenhuizen.
De Oude Kerk van Warmenhuizen was oorspronkelijk ook aan Sint-Ursula gewijd, maar werd na de reformatie overgenomen door de protestanten. De huidige katholieke kerk werd gebouwd in 1872-1873. Architect Theo Asseler ontwierp een driebeukige zaalkerk in neoromaanse stijl. Boven de hoofdingang staat een hoge toren. Het kerkorgel werd in 1882 gebouwd door de firma L. Ypma en Co.

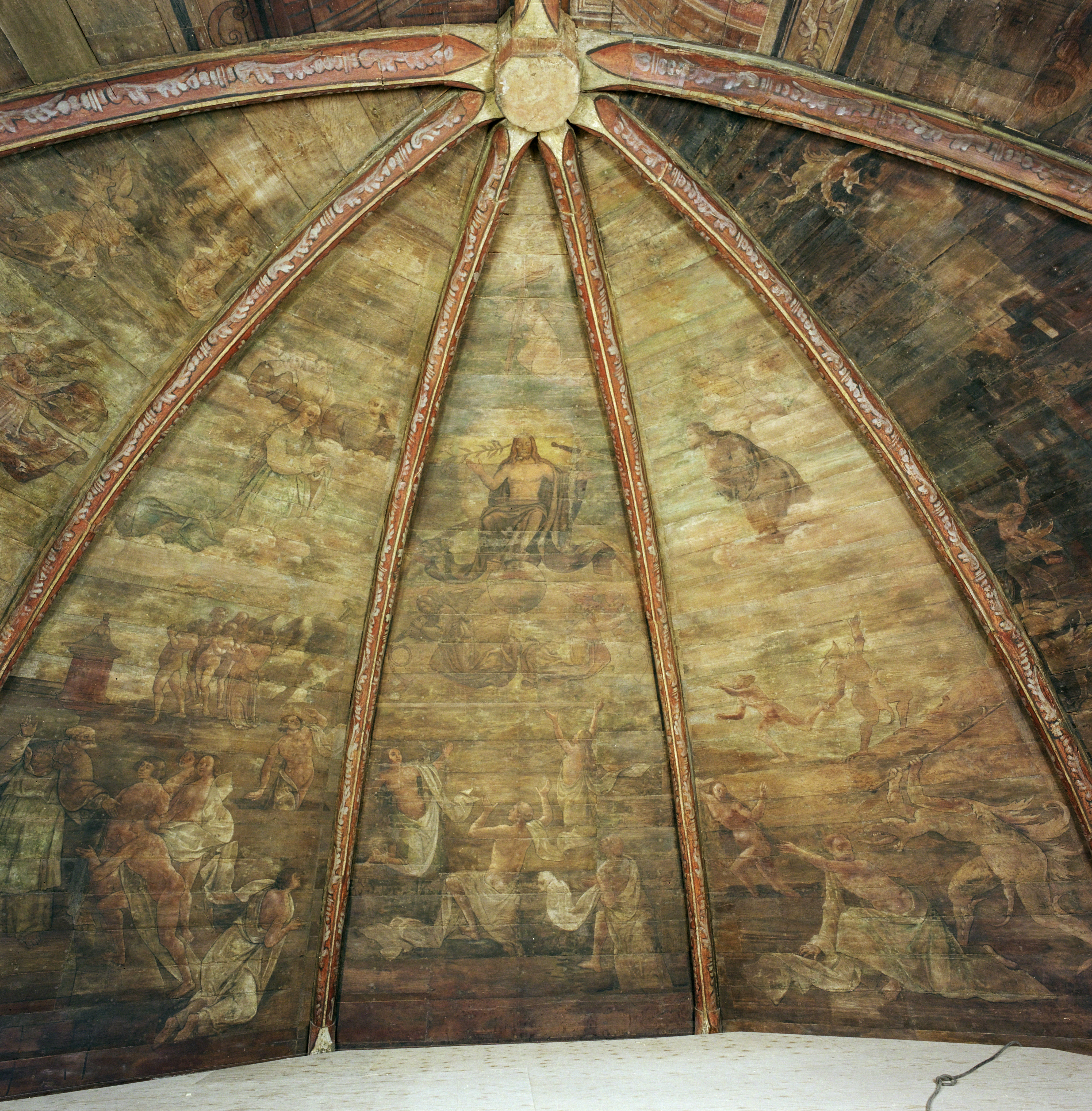
gedeelte van de gewelfschilderingen van het koor

Het houten koor heeft gewelfschilderingen. Deze zijn in 1890 overgebracht naar de tekenschool van het Rijksmuseum Amsterdam en daar geplaatst in een speciale kooruitbouw. In 1964 is deze weer teruggeplaatst.
De kerk wordt tot op heden gebruikt door de parochie "H.H. Ursula en Gezellinnen". Het gebouw in een rijksmonument.

## Bron
- Beschrijving Rijksdienst voor het Cultureel Erfgoed